# Adhelfikó
Adhelfikó är en ort i Grekland.   Den ligger i prefekturen Nomós Serrón och regionen Mellersta Makedonien, i den nordöstra delen av landet, 300 km norr om huvudstaden Aten. Adhelfikó ligger 17 meter över havet och antalet invånare är 254.
Terrängen runt Adhelfikó är platt. Runt Adhelfikó är det ganska tätbefolkat, med 58 invånare per kvadratkilometer. Närmaste större samhälle är Serrai, 10,9 km nordost om Adhelfikó. Trakten runt Adhelfikó består till största delen av jordbruksmark.